# Afra (Kartoffel)

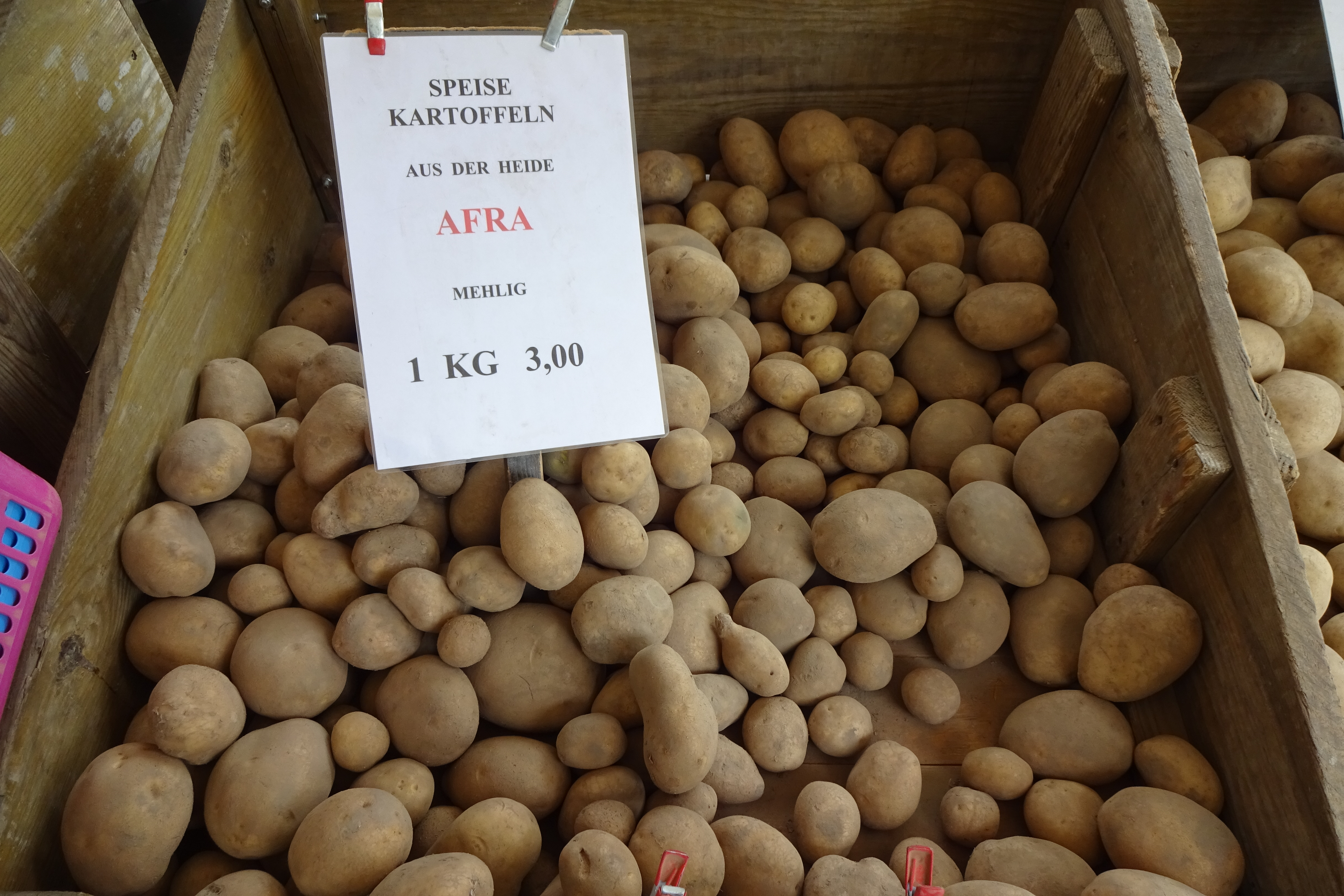
Afra

Afra ist eine Speisekartoffelsorte. Sie wurde in Deutschland gezüchtet und 1990 zugelassen.

## Beschreibung
Afra ist eine leicht mehligkochende Speisekartoffel, die eine tiefgelbe Fleischfarbe, angenehm kräftigen Geschmack und eine Feinkörnigkeit hat, die sie besonders für Püree und Kartoffelknödel geeignet macht.
Die Knolle der Afra ist rundoval und mittelgroß bis groß. Sie wächst sehr gleichmäßig und hat einen guten Ertrag, reift aber erst später als andere Kartoffelsorten. Diese Kartoffel gedeiht am besten an sonnigen Standorten auf Ackerböden.
Die Sorte weist eine hohe Resistenz gegen Bakterien- und Virusinfektionen auf.